# Gülsüm Kav
Gülsüm Kav, nacida en 1971, es una médica, escritora y activista feminista turca. Es una de las fundadoras de la organización Kadin Cinayetlerini Durduracagiz (Detendremos los feminicidios), que conciencia sobre la violencia de género y lucha contra los feminicidios en Turquía, y autora del libro Larga vida a las mujeres.

## Biografía

### Juventud y formación
Gülsüm Kav nació en 1971 en la ciudad de Amasya, al norte de Turquía. Se graduó en la Facultad de Medicina de la Universidad de Anadolu. En 2002, se incorporó al Departamento de Ética de la Facultad de Medicina de Cerrahpaşa, Universidad de Estambul.

### Carrera de Medicina
Comenzó su carrera como especialista en Ética Médica y continuó como especialista en Derechos del Paciente en la oficina regional de Estambul. Desde 2012, trabaja como especialista en el Hospital de Formación e Investigación de Şişli Etfal.
Gülsüm Kav ha formado parte de la Comisión de Derechos Humanos en Ankara y de varias organizaciones médicas, como el Foro de la Cámara de Medicina de Estambul, el Foro de Médicos, el Comité de Ginecología, el Comité de Ética y la representación de Estambul de la rama de Medicina de la mujer de la Asociación Médica Turca.

## Activismo
Gülsüm Kav fundó, en 2010, la plataforma Kadin Cinayetlerini Durduracagiz (Detendremos los feminicidios), denominada a menudo We Will Stop Feminicides, de la que es hoy portavoz. Desde 2014 forma parte de la junta directiva del Movimiento Junio Unido. Es invitada regularmente como experta en varios medios para discutir el problema de la violencia contra las mujeres en Turquía.

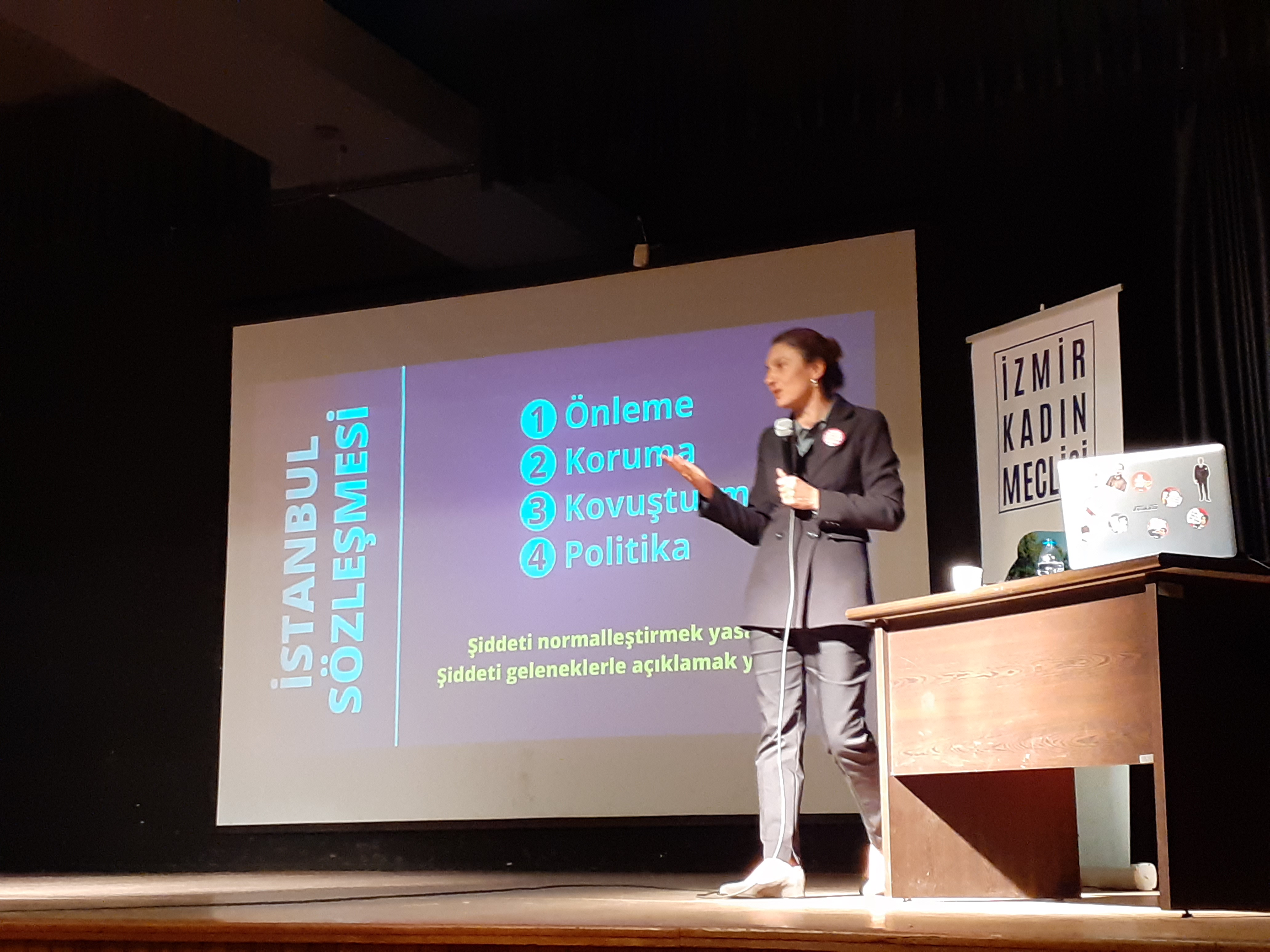
Gülsüm Kav hablando sobre la Convención de Estambul en Izmir.

Kav denuncia abiertamente la falta de respeto de la República de Recep Tayyip Erdoğan hacia el Convenio del Consejo de Europa sobre prevención y lucha contra la violencia contra las mujeres y la violencia doméstica (también conocido como el Convenio de Estambul), que tiene como objetivo eliminar todas las formas de violencia contra las mujeres, incluidas violencia conyugal y familiar, En particular, señala la falta de protección de la Policía o los tribunales cuando una mujer denuncia violencia.
En 2020, publicó el libro Yasasin Kadinlar: Türkiyede Kadin Cinayetleri Gercegi ve Cözüm Yollari (Larga vida a las mujeres: la realidad del feminicidio en Turquía y las soluciones), donde relata su compromiso contra el feminicidio. También explica las consecuencias de la pandemia de covid-19 y los confinamientos para las mujeres víctimas de violencia sexual. Como columnista, escribe artículos en publicaciones como Yarın Haber y Yeni Yaşam. 

## Publicación
- Kav, Gülsüm (2020-02). Yasasin Kadinlar: Türkiyede Kadin Cinayetleri Gercegi ve Cözüm Yollari (en turco). Dogan Kitap. ISBN 978-605-09-7092-0. Consultado el 10 de junio de 2021.

## Reconocimientos
En 2020, Gülsüm Kav fue incluida en la lista anual de las 100 mujeres de la BBC.